# Мага, Кутуку Юбер
Кутуку Юбе́р Мага (фр. Coutoucou Hubert Maga; 10 августа 1916, Параку — 8 мая 2000, Котону) — бенинский государственный деятель, первый президент Республики Дагомея, ныне Бенин, после обретения страной независимости от Франции 1 августа 1960 года. Во второй раз стал президентом в 1970 году как Председатель Президентского Совета и занимал этот пост два года.

## Биография
По профессии был школьным учителем. Будучи выходцем с севера страны и представителем этнической группы бариба, Мага в течение ряда лет являлся признанным политическим лидером севера, пользовавшимся поддержкой тамошних этнических групп, в первую очередь народа сомба, населяющего северо-запад Бенина. В 1951 году он организовал и возглавил Этническое объединение Северной Дагомеи (Groupement Ethnique du Nord-Dahomey), отстаивавшее прежде всего региональные интересы. Прежде чем стать президентом независимой республики, Мага занимал пост премьер-министра Дагомеи в течение последнего года французского господства (с 22 мая 1959). Он был также депутатом Французской национальной ассамблеи, нижней палаты парламента Франции.

## Первое президентство
С 1 августа по 31 декабря 1960 года официально назывался «главой государства», после 31 декабря — президентом. В первые же месяцы своего правления выделил значительные средства из государственного бюджета на постройку роскошного президентского дворца. Он также ввёл во властные структуры многих выходцев с севера страны. В 1960 году перед парламентскими выборами Дагомейское демократическое собрание, лидером которой был Ю. Мага, Дагомейская националистическая партия и Национальное движение освобождения объединились в Дагомейскую партию единства. Политическая система страны стала по существу однопартийной: членство в PDU было обязательным для любого высокопоставленного госслужащего, при вступлении в должность чиновник должен был подписать заявление об автоматическом вычитании партийных взносов из своего жалованья.
В июне 1963 году совершил официальный визит в Республику Гана, где встретился с президентом Кваме Нкрумой. Как было сказано в коммюнике, опубликованном  25 июня  в Аккре, два президента «безоговорочно осудили зверства португальцев в Анголе и договорились о необходимости мобилизовать мировое общественное мнение против продолжающихся репрессий португальцев за освобождение народа Анголы от империализма и колониализма». Далее сообщалось, что Нкрума и Мага договорились о необходимости совместных действий независимых африканских государств в целях аннулирования в ближайшее время мандата Южно-Африканской Республики на территорию Юго-Западной Африки.
Одновременно нарастали противоречия среди правящей элиты Дагомеи. Постоянные трения между Магой и другими ведущими дагомейским политиками, такими как Суран Миньян Апити и Жюстин Ахомадегбе, нежелание сторон поступиться своими амбициями, обостряли политическую нестабильность в стране. 1963 год ознаменовался многочисленными забастовками и народными выступлениями против коррумпированного и неэффективного правительства Маги. Недовольство охватило практически всю страну.

## Межпрезидентство
28 октября 1963 года начальник генерального штаба генерал Кристоф Согло произвёл переворот и учредил временное правительство с собой в качестве председателя. Юбер Мага вынужден был отправиться в изгнание (по некоторым данным, ему пришлось провести некоторое время в тюрьме).
Вернувшись, благодаря действующему тогда президенту страны Эмилю Зинсу, на родину в конце 1960-х годов, Мага вновь занялся активной общественной и политической деятельностью, по-прежнему опираясь на население северных районов страны.

## Второе президентство
В начале мая 1970 года был сформирован триумвират Мага — Ахомадегбе — Апити (т. н. «президентский совет»), каждый из членов которого должен был исполнять обязанности главы государства в течение двух лет, после чего передавать полномочия другому. Хотя согласие между тремя амбициозными лидерами было, как казалось, наконец достигнуто, вражда между этническими группами, интересы которых они представляли, не ослабевала. Мага взял бразды правления в свои руки 7 мая 1970 года, а ровно два года спустя передал их Жюстину Ахомадегбе. Это была первая мирная и законная передача власти в Бенине с момента обретения независимости, после целого десятилетия путчей и переворотов. Казалось, что схема ротации власти начала работать, однако 26 октября 1972 года майор Матьё Кереку устроил переворот и отстранил Ахомадегбе от власти. Мага был заключён в тюрьму, откуда вышел в 1981 году. После этого он в большую политику не вернулся.
Умер 8 мая 2000 года в Бенине.